# LOOKING BACK
『LOOKING BACK』（ルッキング・バック）は、1996年2月1日にリリースされた小田和正通算1作目のセルフカヴァー・アルバム。

## 解説
オフコース時代にリリースしてきた楽曲はその時点ではベストを尽くしてきたものの、現在の視点で見たときに違和感を持つことがあり、それらの楽曲を当時とは違う表現方法で再提示したいという思いから制作された、セルフカヴァーアルバム。ソロ以降のシングルにカップリングとして少しずつ発表してきたものの他、このアルバム用に新たにレコーディングされた曲も収録されている。曲によっては歌詞を一部書き換えるなど、ただのセルフカヴァーアルバムにならないように細かな配慮がなされている。曲順は、基本的に年代を遡るように並べられている。
ブックレットの各ページには歌詞の他、それぞれの曲がリリースされたのとほぼ同時期の小田のポートレートがレイアウトされている。

## 収録曲
- 作詞・作曲・編曲：小田和正

1. 君との思い出 - (5:09)[1]（1995年11月22日発売シングル(CD-S:FHDL-1012)）
先行シングルとしてリリースされた、このアルバム唯一の新曲。ループものをやってみたいということでできたが、思ったより大袈裟な曲になったという。
2. 昨日 見た夢 - (4:21)[1]（1995年1月25日発売シングル「so long my love」(CD-S:FHDL-1011)カップリング曲）
オリジナルはアルバム『Still a long way to go』[2]収録曲。ここでは途中での歌詞が一部省略されている。
3. もっと近くに - (4:47)[1]
オリジナルはアルバム『as close as possible』[3]収録曲でその後、シングル[4]としてもリリースされた。ここではRandy Goodrumによる英語詞が、小田自身の日本語詞に書き換えられている。
4. 緑の日々 - (5:19)[1]（1993年3月25日発売シングル(CD-S:FHDL-1008)）
オリジナルはアルバム『The Best Year of My Life』[5]収録曲でその後、シングル[6]としてもリリースされた。ここではエンディングで歌詞が追加されている。
5. Yes-No - (4:29)[1]（1993年9月22日発売シングル「風の坂道」(CD-S:FHDL-1009)カップリング曲）
オリジナルはシングル[7]でリリースされ、その後アルバム『We are』[8]に収録されたほか、ベストアルバム『SELECTION 1978-81』[9]にも収録された。
6. 風に吹かれて - (4:51)[1]
オリジナルはシングル[10]でリリースされ、その後ベストアルバム『SELECTION 1978-81』[9]に収録された。ここでは歌詞が一部書き変えられている。
7. 愛を止めないで - (4:30)[1]
オリジナルはシングル[11]でリリースされ、その後アルバム『Three and Two』[12]に収録されたほか、ベストアルバム『SELECTION 1978-81』[9]にも収録された。
8. 夏の終り - (4:02)[1]（1994年7月16日発売シングル「真夏の恋」(CD-S:FHDL-1010)カップリング曲）
オリジナルはアルバム『FAIRWAY』[13]収録曲でその後、ベストアルバム『SELECTION 1978-81』[9]にも収録された。ここではオリジナルにあった歌い出しのサビが省略されている。
9. やさしさにさようなら - (3:59)[1]（1995年11月22日発売シングル「君との思い出」カップリング曲）
オリジナルはシングル[14]でリリースされ、その後ベストアルバム『SELECTION 1973-78』[15]にも収録された。ここでは歌詞が一部書き変えられているほか、エンディングでのサビのリフレインが1回多い。
10. 秋の気配 - (5:04)[1]
オリジナルはシングル[16]でリリースされ、その後アルバム『JUNKTION』[17]に収録されたほか、ベストアルバム『SELECTION 1973-78』[15]にも収録された。ここではエンディングでのサビのリフレインが1回多い。
11. 僕の贈りもの - (4:22)[1]
オリジナルはシングル[18]でリリースされ、その後アルバム『オフ・コース1 / 僕の贈りもの』[19]に収録された他、ベストアルバム『SELECTION 1973-78』[15]にも収録された。この曲は以前、2枚目のソロアルバム『BETWEEN THE WORD & THE HEART』[20]で一度セルフカヴァーされているので、これが2度目となる。

## クレジット

### 君との思い出
- MANSAKU KIMURA - Cym.
- NATHAN EAST - Ba.
- YOSHIYUKI SAHASHI - Gt.
- CHIKUZEN SATOH - B.G.V.
- HIDEKI MOCHIZUKI - Syn. & Dr. Prog.

### 昨日 見た夢
- MANSAKU KIMURA - Dr.
- KAORU YAMAUCHI - Ba.
- KAZUYA TAKAYAMA - Gt.
- NAOKI KURIO - Key.
- HIDEKI MOCHIZUKI - Syn. Prog.

### もっと近くに
- MANSAKU KIMURA - Dr.
- KAORU YAMAUCHI - Ba.
- KAZUYA TAKAYAMA - Gt.
- YOSHIYUKI SAHASHI - Gt.
- CHIKUZEN SATOH - B.G.V.
- HIDEKI MOCHIZUKI - Syn. Prog.

### 緑の日々
- CHIAKI YOSHIIKE - Ba.
- KEIICHI HIDAKA - Gt.
- HIDEKI MOCHIZUKI - Syn. & Dr. Prog.

### Yes-No
- NATHAN EAST - Ba.
- YOSHIYUKI SAHASHI - Gt.
- LUIS CONTE - Perc.
- CHIKUZEN SATOH - B.G.V.
- MASAYUKI SUZUKI - B.G.V.
- HIDEKI MOCHIZUKI - Syn. & Dr. Prog.

### 風に吹かれて
- MANSAKU KIMURA - H.H & Cym.
- NATHAN EAST - Ba.
- YOSHIYUKI SAHASHI - Gt.
- MITSUHIRO SONOYAMA - Sax.
- MASAO TERASHIMA - Fl.Horn
- HIDEKI MOCHIZUKI - Syn. & Dr. Prog.

### 愛を止めないで
- MANSAKU KIMURA - Dr.
- KAORU YAMAUCHI - Ba.
- YOSHIYUKI SAHASHI - Gt.
- MASAO TERASHIMA - Tp & Fl.Horn
- HIDEKI MOCHIZUKI - Syn. Prog.

### 夏の終り
- YOSHIYUKI SAHASHI - Gt.
- LUIS CONTE - Perc.
- HIDEKI MOCHIZUKI - Syn. Prog.

### やさしさにさようなら
- NATHAN EAST - Ba.
- YOSHIYUKI SAHASHI - Gt.
- MICHAEL TOMPSON - Gt.
- LUIS CONTE - Perc.
- CHIKUZEN SATOH - B.G.V.
- HIDEKI MOCHIZUKI - Syn. Prog.

### 秋の気配
- MANSAKU KIMURA - H.H & Cym.
- NATHAN EAST - Ba.
- YOSHIYUKI SAHASHI - Gt.
- LUIS CONTE - Perc.
- HIDEKI MOCHIZUKI - Syn. Prog.

### 僕の贈りもの
- NATHAN EAST - Ba.
- YOSHIYUKI SAHASHI - Gt.
- LUIS CONTE - Perc.
- JUNKO YAMAMOTO - B.G.V.
- SUGINAMI JIDO GASSHODAN - Vo.
- H.B.C.SHOUNEN-SHOUJO GASSHODAN - Vo.
- HIDEKI MOCHIZUKI - Syn. Prog.

### スタッフ
- Produced by KAZUMASA ODA
- Mixed by BILL SCHNEE
- Mastered by DOUG SAX
- Directed by TOMOAKI KINOSHITA ⁄ HIDEKI TANABIKI
- Engineers : YOSHIHIDE“King-Chang”MIKAMI ⁄ BILL SCHNEE ⁄ KOJI EGAWA ⁄ TAKUO NAKAJIMA
- Assistant Engineers : TOMOYUKI TANAKA ⁄ SHIGEKI KASHII ⁄ TAKUO NAKAJIMA ⁄ YUYA SUZUKI ⁄ YOICHI TSUYURI ⁄ MICHAEL SCOTELLA
- Recorded at F.E.C.STUDIO ⁄ FUN HOUSE SAPPORO STUDIO ⁄ LAND MARK STUDIO ⁄ STUDIO TOKYUFUN ⁄ HITOKUCHIZAKA STUDIO ⁄ SCHNEE STUDIO,L.A. ⁄ PACIFIQUE RECORDING STUDIO,L.A.
- Mixed at SCHNEE STUDIO,L.A. ⁄ OCEAN WAY RECORDING,L.A.
- Mastered at MASTERING LAB,L.A.
- Production Coordinator : MASAMICHI YOSHIDA ⁄ NAOKO KAWAHITO ⁄ TATSUYA FUNAKOSHI
- L.A.Coordinator : KOJI EGAWA
- Artist Management : FAR EAST CLUB
- Art Director : NOBUYOSHI MINEGISHI
- Cover Design : YASUHIRO KUMABE (Room・m Inc.)
- Photography : KINO
- Stylist : TORU MARUYAMA
- Special Thanks to : KAZUKI MARUYA & “Little Tokyo” PROMOTION TEAM ⁄ HEAVY MOON ⁄ GEORGE KAKIZAKI ⁄ PHILIP H.RODES ⁄ YAMAHA R&D TOKYO ⁄ PEARL MUSICAL INSTRUMENTS ⁄ YAMAHA